# Spirydon (metropolita kijowski)
Spirydon (ur. w Twerze, zm. między 1503 a 1509) – biskup prawosławny, w 1475 wyświęcony na metropolitę kijowskiego, nie objął urzędu.

## Życiorys
Pochodził z Tweru, był człowiekiem gruntownie wykształconym. Przed 1475 złożył wieczyste śluby mnisze, służył na terenie Wielkiego Księstwa Litewskiego. 15 września 1475 został wyświęcony na metropolitę kijowskiego przez patriarchę Konstantynopola Rafała. Patriarcha wyświęcił go na metropolitę, gdyż przedstawiony przez króla polskiego Kazimierza IV Jagiellończyka kandydat na ten urząd – biskup smoleński Mizael – zgodził się przyjć unię florencką. Wysunięto też przypuszczenie, że Spirydon został wysłany do patriarchy właśnie dla tego, żeby zdobyć potwierdzenie dla Mizaela, ponieważ już jego poprzednik na metropoli Grzegorz, postawiony metropolitą przez papieża, był potem potwierdzony patriarchą. Jednak wbrew swej misji Spirydon intrygą zdobył wyświęcenie dla siebie samego.
Wróciwszy na Litwę jako metropolita kijowski, Spirydon nie mógł objąć swoich obowiązków, gdyż nie uzyskał uznania królewskiego i został uwięziony, a następnie wygnany z kraju. Udał się do Moskwy, gdzie również nie został poparty przez władze świeckie. Jego przyjazd do Wielkiego Księstwa Moskiewskiego miał miejsce najprawdopodobniej w 1483. Spirydon został uwięziony z Monasterze Terapontowskim.
W monasterze Spirydon napisał Izłożenije o prawosławniej istinniej naszej wierie – list do wiernych opisujących siedem soborów powszechnych, wzywający prawosławną hierarchię do obrony prawosławia i opisujący życie i okoliczności wyboru autora na metropolitę kijowskiego. W 1503, na prośbę ihumena Monasteru Sołowieckiego Dosyteusza, Spirydon poddał redakcji napisany przez niego żywot Sawwacjusza i Zozyma Sołowieckich. W pierwszej dekadzie XVI w. Spirydon napisał także Posłanije o Monomachowom wience.
Spirydon zmarł w Monasterze Terapontowskim w wieku 91 lat, przed śmiercią złożył śluby mnisze wielkiej schizmy z imieniem Sawa. Nastąpiło to między 1503 a 1505, lub nawet w 1509.